# 太田昭臣
太田昭臣（おおた あきおみ、1930年9月18日- ）は、日本の国語教育学者。

## 略歴
茨城県生まれ。日本大学芸術学部文藝学科卒。茨城県の民間会社勤務後、竜ケ崎市立城西中学校教諭など、茨城県内中学校教師として39年間勤務、退職。1991年琉球大学教授となり1996年退官。社会福祉法人栗の実福祉会理事。 

## 著書
- 『生活綴方教育の探求』民衆社 (生活綴方の探求) 1978
- 『中学教師』1984 岩波新書
- 『生きる力を育てる班ノート・学級通信』明治図書出版 (生活指導の探求 1984
- 『子どもとともに考える進路・進学』あゆみ出版 (あゆみブックレット 1984
- 『中学生の自立と生きる力 思春期を乗り越える』あゆみ出版 1988
- 『教育の心と少年期の成長』あゆみ出版 1991
- 『絵日記のかき方おしえてよ 1・2年』岡本順絵 KTC中央出版 (地球っ子ブックス. 新国語シリーズ　1996

### 共編著
- 『中学生の生活と証言』編 太平出版社 1969
- 『生活綴方と生活指導』全5巻　小川太郎共編 明治図書出版 1972
- 『なぜ生活綴方を選んだか』編 明治図書出版 1980
- 『学級のとびら 生き方にせまる中学生の指導 授業の役に立つ話』菊地良輔、高安正平、前沢泰共著 日本書籍 1983
- 『地域に根ざす教師』解説 明治図書出版(教師の自己形成シリーズ　1983
- 『たのしくわかる中学国語の授業』大西忠治共編著 あゆみ出版 1983
- 『学級のとびら 授業の役に立つ話 2』高安正平、友田絹子、高橋廉共著 日本書籍 1985

## 論文
- <太田昭臣